# Zachobiella striata
Zachobiella striata is een insect uit de familie van de bruine gaasvliegen (Hemerobiidae), die tot de orde netvleugeligen (Neuroptera) behoort. 
Zachobiella striata is voor het eerst wetenschappelijk beschreven door Nakahara in 1966.